# Pictilabrus brauni
Pictilabrus brauni là một loài cá biển thuộc chi Pictilabrus trong họ Cá bàng chài. Loài này được mô tả lần đầu tiên vào năm 1996.

## Từ nguyên
Từ định danh brauni, được đặt theo tên của John Braun, người đã thu thập mẫu định danh của loài này.

## Phạm vi phân bố và môi trường sống
P. brauni có phạm vi phân bố giới hạn ở Đông Nam Ấn Độ Dương. Loài này hiện chỉ được tìm thấy tại bãi biển Cheynes thuộc thành phố Albany, Tây Úc, nhưng phạm vi phân bố có thể rộng hơn hiện tại.
P. brauni sống gần các rạn san hô phủ đầy tảo ở vùng nước nông, độ sâu đến 5 m.

## Mô tả
P. brauni có chiều dài cơ thể tối đa được ghi nhận là 7,4 cm. Cá cái và cá con có màu hồng nâu (hồng nhạt ở bụng) với 6 vệt đốm màu sẫm ở nửa thân trên; đầu có các vạch màu xanh lam nhạt. Cá đực có màu xanh của gỉ đồng với 6 vệt sọc màu xanh lam óng trên đầu; vây lưng màu nâu hồng với các hàng chấm và vạch ngang màu xanh lam, viền màu xanh óng; vây hậu môn và vây đuôi màu nâu đỏ sẫm với các vệt đốm xanh lam tương tự vây lưng, và cũng viền màu xanh óng ở rìa.
Số gai ở vây lưng: 9; Số tia vây ở vây lưng: 11; Số gai ở vây hậu môn: 3; Số tia vây ở vây hậu môn: 9; Số tia vây ở vây ngực: 13; Số gai ở vây bụng: 1; Số tia vây ở vây bụng: 5.
Cá cái của loài này bơi theo từng nhóm nhỏ trên các rạn san hô.